# Umowa poręczenia
Umowa poręczenia – umowa cywilnoprawna, przez którą jedna strona – poręczyciel – zobowiązuje się wobec wierzyciela, że wykona zobowiązanie dłużnika, gdyby ten ostatni sam go nie wykonał (art. 876 § 1 k.c.).

## Treść i forma umowy
Pod rygorem nieważności KC wymaga formy pisemnej dla oświadczenia poręczyciela. Oświadczenie wierzyciela nie wymaga szczególnej formy. Oświadczenie poręczyciela musi koniecznie wskazywać osobę dłużnika głównego i dług główny. Dopuszczalne jest zastrzeżenie warunku.

## Odpowiedzialność poręczyciela
Poręczyciel odpowiada względem wierzyciela jak współdłużnik solidarny dłużnika głównego, o ile umowa poręczenia nie formułuje odmiennych przesłanek odpowiedzialności poręczyciela (w postaci np. bezskuteczności egzekucji z majątku dłużnika czy bezskutecznego wezwania dłużnika do wykonania zobowiązania).
O zakresie zobowiązania poręczyciela rozstrzyga każdoczesny rozmiar zobowiązania głównego (każdoczesny – a więc poręczyciel odpowiada nie tylko za dług pierwotny, ale także i za wszelkie prawne skutki niewykonania lub nienależytego wykonania zobowiązania głównego); nie zwiększa się zakres odpowiedzialności poręczyciela, jeśli zobowiązanie dłużnika zwiększy się na podstawie umowy zawartej z wierzycielem po udzieleniu poręczenia. Jeśli jednak taka umowa zmniejszy zobowiązanie główne, zmniejszy się również zakres odpowiedzialności poręczyciela. Skutków takich nie wywiera redukcja długu głównego w wyniku układu zawartego przez dłużnika i wierzycieli w postępowaniu upadłościowym. Umowne ograniczenie odpowiedzialności. Zakres odpowiedzialności poręczyciela może być ograniczony mocą postanowień umowy poręczenia.

## Przedmiot poręczenia
Przedmiotem poręczenia przedmiot zobowiązania głównego mogą być świadczenia nie tylko pieniężne, ale także np. osobiste; w takim wypadku poręczenie obejmuje ewentualne odszkodowanie należne z tytułu niewykonania zobowiązania. Poręczenie może być ograniczone do części zobowiązania głównego lub do oznaczonej wysokości. Może być także ograniczone co do czasu trwania odpowiedzialności wierzyciela. Poręczenie może dotyczyć także zobowiązania przyszłego, ale ustawodawca uzależnia ważność takiego poręczenia od tego, czy poręczyciel z góry określił wielkość, do jakiej będzie odpowiadał (w przeciwnym razie istniałoby zbyt duże ryzyko dla poręczyciela, który jeszcze nie zna wielkości długu). Poza tym poręczenie za dług przyszły powinno być ograniczone co do czasu trwania odpowiedzialności poręczyciela, a jeśli jest bezterminowe, to może być odwołane jeszcze przed powstaniem długu.

## Akcesoryjność
Poręczenie jest akcesoryjne. Poręczyciel nie odpowiada, gdy zobowiązanie dłużnika wygasło lub jest nieważne. Jeśli dług główny jest długiem osoby, która nie mogła się zobowiązać z powodu braku zdolności do czynności prawnych, poręczyciel odpowiada jak dłużnik główny (jego zobowiązanie traci atrybut akcesoryjności), o ile w chwili zawierania umowy wiedział o braku zdolności dłużnika lub mógł się o nim z łatwością dowiedzieć.
Przyjmuje się, choć nie bez wątpliwości, że udzielenie poręczenia za dług niezaskarżalny jest niedopuszczalne. Z czysto pragmatycznego punktu widzenia z całą pewnością nie ma to sensu, bo wierzyciel nie mógłby na jego podstawie uzyskać zaspokojenia z majątku poręczyciela.
Gdy termin płatności długu głównego nie jest oznaczony albo zależy od wypowiedzenia, poręczyciel może, po upływie określonego ustawą terminu, żądać, aby wierzyciel doprowadził do wygaśnięcia zobowiązania głównego. Jeśli wierzyciel nie spełni żądania, zobowiązanie poręczyciela wygaśnie mimo trwania zobowiązania głównego.

## Wygaśniecie poręczenia
Poręczenie wygasa z chwilą wygaśnięcia długu głównego, z chwila jego przejęcia, jeśli poręczyciel nie wyraził zgody na dalsze trwanie zabezpieczenia (chronimy interes poręczyciela, któremu, ze względu na regres in spe, nie jest obojętna osoba dłużnika; z tego powodu dla trwania poręczenia nie stanowi przeszkody przelew wierzytelności), z chwilą odwołania poręczenia (możliwe w przypadku bezterminowego poręczenia za dług przyszły) oraz  z innych powodów określonych w umowie i wynikających z ogólnych przepisów KC o wygaśnięciu zobowiązania.

## Wymagalność świadczenia poręczyciela
Świadczenie poręczyciela staje się wymagalne w chwili, gdy dłużnik główny popadnie w zwłokę z wykonaniem swojego zobowiązania (poręczyciela trzeba o tej zwłoce zawiadomić [np. 880 KC] i to jak najszybciej, w przeciwnym wypadku wierzyciel ponosi odpowiedzialność za poniesiona przezeń szkodę wynikłą z opóźnienia w podobnym zawiadomieniu, np. za konieczność spłacenia odsetek, bez których mogło się obejść, gdyby wierzyciel nie zwlekał z zawiadomieniem [471 KC]). Od tego momentu może być od razu pozwany (sam lub z dłużnikiem główny) o wykonanie całości lub części zobowiązania.

## Zarzuty poręczyciela
Poręczycielowi służą:
- wszelkie zarzuty (peremptoryjne i dylatoryjne), jakie może podnieść dłużnik główny oraz te, których dłużnik po udzieleniu poręczenia się zrzekł lub z których nie może skorzystać w związku z uznaniem roszczenia wierzyciela. Jeśli dłużnikiem głównym (dłużnikami głównymi) stał się spadkobierca, zapisobierca lub nabywca spadku (spadkobiercy, zapisobiercy, nabywcy spadku), poręczycielowi nie służą zarzuty związane z ograniczeniem odpowiedzialności przewidzianym dla niego (nich) przez prawo spadkowe.
- wszelkie zarzuty osobiste.

## Zaspokojenie wierzyciela
Zaspokojenie wierzyciela przez poręczyciela ma dwa zasadnicze skutki:
- poręczyciel zostaje zwolniony ze zobowiązania wobec wierzyciela (dłużnik główny również, ale dług główny nie przepada);
- poręczyciel wstępuje z mocy ustawy w prawa zaspokojonego wierzyciela (z tym, że jeśli dłużnik główny mimo zawiadomienia nie brał udziału w sprawie między wierzycielem a poręczycielem, nie może podnieść przeciwko poręczycielowi zarzutów, które przysługiwały mu przeciwko wierzycielowi, a których poręczyciel nie podniósł, bo nie wiedział o ich istnieniu).

Poręczyciel ma obowiązek zawiadomić dłużnika o zaspokojeniu przez siebie wierzyciela. Jeśli tego nie zrobi i w efekcie dłużnik wykona swoje zobowiązanie, poręczyciel straci prawo do regresu. Jeśli dojdzie do sytuacji odwrotnej i to poręczyciel zaspokoi wierzyciela, nie wiedząc o tym, że zrobił to dłużnik – nie straci regresu.

## Wielość poręczycieli
W przypadku wielości poręczycieli odpowiadają  oni solidarnie. Jeśli zaspokoją wierzyciela, każdy z ich ma względem dłużnika roszczenie zwrotne w wysokości świadczenia spełnionego zamiast dłużnika (np. 518 KC). Poręczyciel, który zaspokoił wierzyciela, ma regres względem pozostałych; jeśli skorzysta z niego, traci regres względem dłużnika.

## Szczególne rodzaje poręczenia
Doktryna prawa cywilnego wyróżnia szczególne rodzaje poręczenia:
- poręczenie odpłatne – KC milczy na temat odpłatności poręczenia, wobec czego należy przyjąć, że odpłatność może zostać umieszczona w umowie poręczenia jako tzw. element podmiotowo istotny (w braku takiego zastrzeżenia, przyjmuje się, że poręczenie zostało udzielone nieodpłatnie);
- podporęczenie – poręczenie za dług poręczyciela. Podporęczyciel odpowiada (bezpośrednio) względem wierzyciela jak solidarny współdłużnik poręczyciela i dłużnika głównego, za to regres służy mu wyłącznie względem poręczyciela;
- poręczenie zwrotne – poręczyciel zabezpiecza swoje roszczenie regresowe względem dłużnika głównego.

## Poręczenie a pomoc publiczna
Poręcznie może być również formą pomocy publicznej (w rozumieniu art. 87.1. TWE), pod warunkiem że poręczenie instrumentu dłużnego jest udzielane przez poręczyciela, który dysponuje (na ten cel) środkami publicznymi (pochodzącymi ze źródeł publicznych i będących efektem interwencji Państwa), a warunki udzielenia gwarancji odbiegają od tych, jakie mogą zostać uznane za rynkowe. Takie działanie nosi nazwę pomocy publicznej i musi być notyfikowane do Komisji Europejskiej w przewidzianej procedurze. Istnieje również możliwość dowodzenia, iż spełniony jest test prywatnego inwestora, lecz jest to procedura ryzykowna i niejednoznaczna. W uzasadnionych przypadkach pomoc publiczna może obejmować całą wartość danego instrumentu poręczanego wraz z kosztami tego poręczenia (vide Olimpic Airlines).